# 大井成元
大井 成元（おおい しげもと、文久3年9月10日（1863年10月22日） - 1951年（昭和26年）7月15日）は、日本の陸軍軍人。陸軍大将従二位勲一等功一級男爵。旧名菊太郎。

## 経歴
- 1863年 山口県出身。平民大井又平の三男として生まれる。姉のヒサ（又平長女）は山口県士族で陸軍少将の横道復生の義母。
- 1881年1月 陸軍士官学校に入校。
- 1883年12月25日 卒業[1]。歩兵少尉[1]、歩兵第14連隊第2大隊付。
  - 士官生徒第6期（陸士旧6期）の大井の同期に、東京衛戍総督の仁田原重行大将、台湾総督兼台湾軍司令官の明石元二郎大将、関東軍司令官立花小一郎大将がいる。
- 1883年6月 歩兵第23連隊第1大隊小隊長
- 1886年1月 陸軍大学校（4期）に入校。
- 1887年4月 歩兵中尉
- 1888年11月 陸軍大学校を卒業。
- 1889年12月 参謀本部出仕
- 1890年2月 ドイツ留学。プロイセン歩兵第113連隊に配属。
- 1893年12月 歩兵大尉
- 1895年2月 帰国
  - 4月 第2軍参謀
  - 5月 台湾総督府参謀
  - 12月 帰還
- 1896年1月 陸軍大学校教官
  - 5月 参謀本部第3部員兼陸軍大学校教官
  - 10月 参謀本部第3部員を免職。
- 1897年10月、監軍部副官心得を兼務。
- 1898年4月、陸軍省副官兼陸軍大臣秘書官心得
  - 10月 陸軍少佐、陸軍省副官兼陸軍大臣秘書官。
- 1900年5月 陸軍省総務局機密課長代理を兼務。
- 1902年5月 ドイツ公使館附
- 1903年2月 参謀本部附、歩兵中佐。
- 1905年3月 歩兵大佐
- 1906年8月 陸軍省軍務局軍事課長
- 1909年1月 陸軍少将、歩兵第19旅団長。
- 1911年3月 近衛歩兵第2旅団長
- 1912年11月 陸軍大学校長
- 1913年11月25日 - 成元に改名[2]。
- 1914年5月 陸軍中将、第8師団長
- 1918年7月 第12師団長、シベリア出兵に従軍。
- 1919年8月 浦塩派遣軍司令官。11月、陸軍大将。
- 1920年7月 帰国
- 1921年1月 軍事参議官
  - 4月 男爵
- 1923年3月 待命。予備役。
- 1924年3月15日 貴族院議員[3]
  - 4月 恢弘会会長に就任。
- 1929年4月 後備役
- 1933年4月、退役
- 1940年2月、内閣参議を務める
  - 8月 免職
- 1946年3月13日 貴族院議員辞任[4]
  - 9月、公職追放[5]
  - その後は故郷の山口県で銭湯の下足番をしていた[6]。
- 1951年7月、死去。墓所は東京都の多磨霊園、法名は、成満院釋元忠。
- 1952年3月、追放解除[7]

## 栄典
位階
- 1884年（明治17年）2月9日 - 正八位[8]
- 1889年（明治22年）7月15日 - 従七位[8][9]
- 1893年（明治26年）12月27日 - 正七位[8][10]
- 1898年（明治31年）10月31日 - 従六位[8][11]
- 1903年（明治36年）5月20日 - 正六位[8][12]
- 1905年（明治38年）4月7日 - 従五位[8][13]
- 1909年（明治42年）4月20日 - 正五位[8][14]
- 1914年（大正3年）4月30日 - 従四位[8][15]
- 1916年（大正5年）5月20日 - 正四位[8][16]
- 1919年（大正8年）6月10日 - 従三位[8][17]
- 1922年（大正11年）6月30日 - 正三位[8][18]
- 1923年（大正12年）4月30日 - 従二位[19]

勲章等
- 1895年（明治28年）11月18日 - 明治二十七八年従軍記章[20]
- 1896年（明治29年）4月11日 - 功五級金鵄勲章・勲六等瑞宝章[21]
- 1901年（明治34年）12月28日 - 勲四等瑞宝章[22]
- 1902年（明治35年）5月10日 - 明治三十三年従軍記章[23]
- 1906年（明治39年）4月1日 - 功三級金鵄勲章・勲三等旭日中綬章・明治三十七八年従軍記章[24]
- 1909年（明治42年）4月18日 - 皇太子渡韓記念章[25]
- 1914年（大正3年）11月30日 - 勲二等瑞宝章[26]
- 1915年（大正4年）11月10日 - 大礼記念章[27]
- 1919年（大正8年）10月25日 - 勲一等瑞宝章[28]
- 1920年（大正9年）11月1日 - 旭日大綬章・功一級金鵄勲章・大正三年乃至九年戦役従軍記章[29]・戦捷記章[30]
- 1921年（大正10年）4月18日 - 男爵[8][29]
- 1932年（昭和7年）1月14日 - 御紋付銀杯[31]

外国勲章佩用允許
- 1899年（明治32年）10月16日 - ドイツ帝国：赤鷲第三等勲章[32]
- 1901年（明治34年）
  - 3月13日 - ロシア帝国：神聖スタニスラス第二等勲章[33]
  - 9月19日 - プロイセン王国：王冠第二等勲章[34]
- 1902年（明治35年）3月29日 - フランス：レジオンドヌール勲章オフィシエ[35]
- 1905年（明治38年）3月22日 - ヴュルテンベルク王国：王冠第四等勲章[36]
- 1927年（昭和2年）2月1日 - ポーランド：ポルスキー勲章グランクロア[37]